# Włostowa
Włostowa (auch Flostowa, deutsch Floste, 1928–1936 Woistrasch-Floste, 1936–1945 Floste) ist ein Ort der Gmina Korfantów in der Woiwodschaft Opole in Polen.

## Geographie

### Geographische Lage
Włostowa liegt im südwestlichen Teil Oberschlesiens im Friedländer Land. Das Dorf Włostowa liegt rund zwei Kilometer nordöstlich vom Gemeindesitz Korfantów, rund 25 Kilometer östlich der Kreisstadt Nysa und etwa 42 Kilometer südwestlich der Woiwodschaftshauptstadt Oppeln.
Włostowa liegt in der Nizina Śląska (Schlesischen Tiefebene) innerhalb der Równina Niemodlińska (Falkenberger Ebene). Das Dorf liegt beidseitig an der Steinau (Ścinawa Niemodlińska).

### Ortsteile
Zu Włostowa gehört das Dorf Wojstraż (Woistrasch).

### Nachbarorte
Nachbarorte von Włostowa sind im Nordosten Kużnica Ligocka (Ellguth-Hammer), im Osten Rzymkowice (Ringwitz), im Süden Stara Jamka (Jamke) und im Südwesten der Gemeindesitz Korfantów (Friedland in Oberschlesien).

## Geschichte

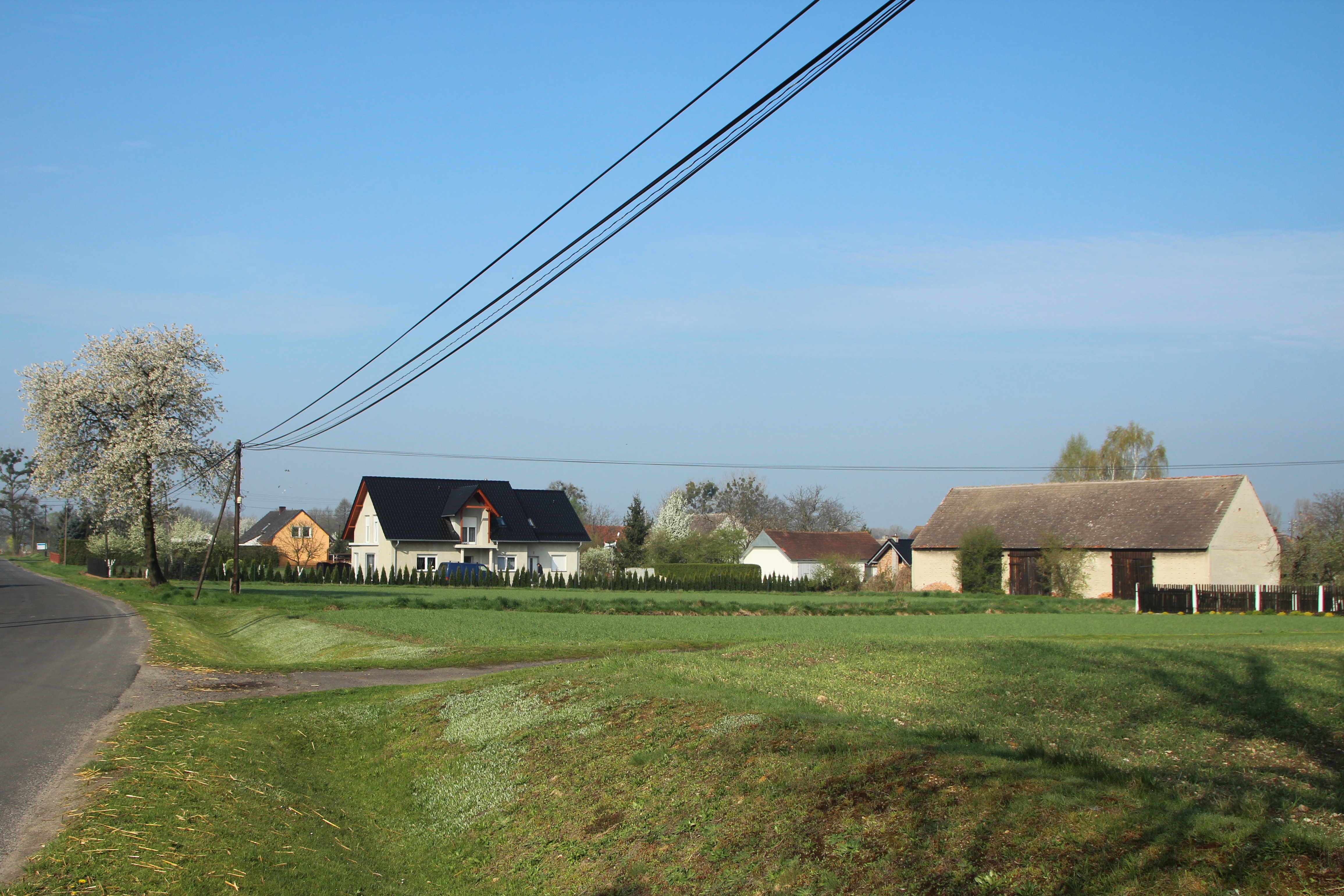
Dorfpartie von Włostowa

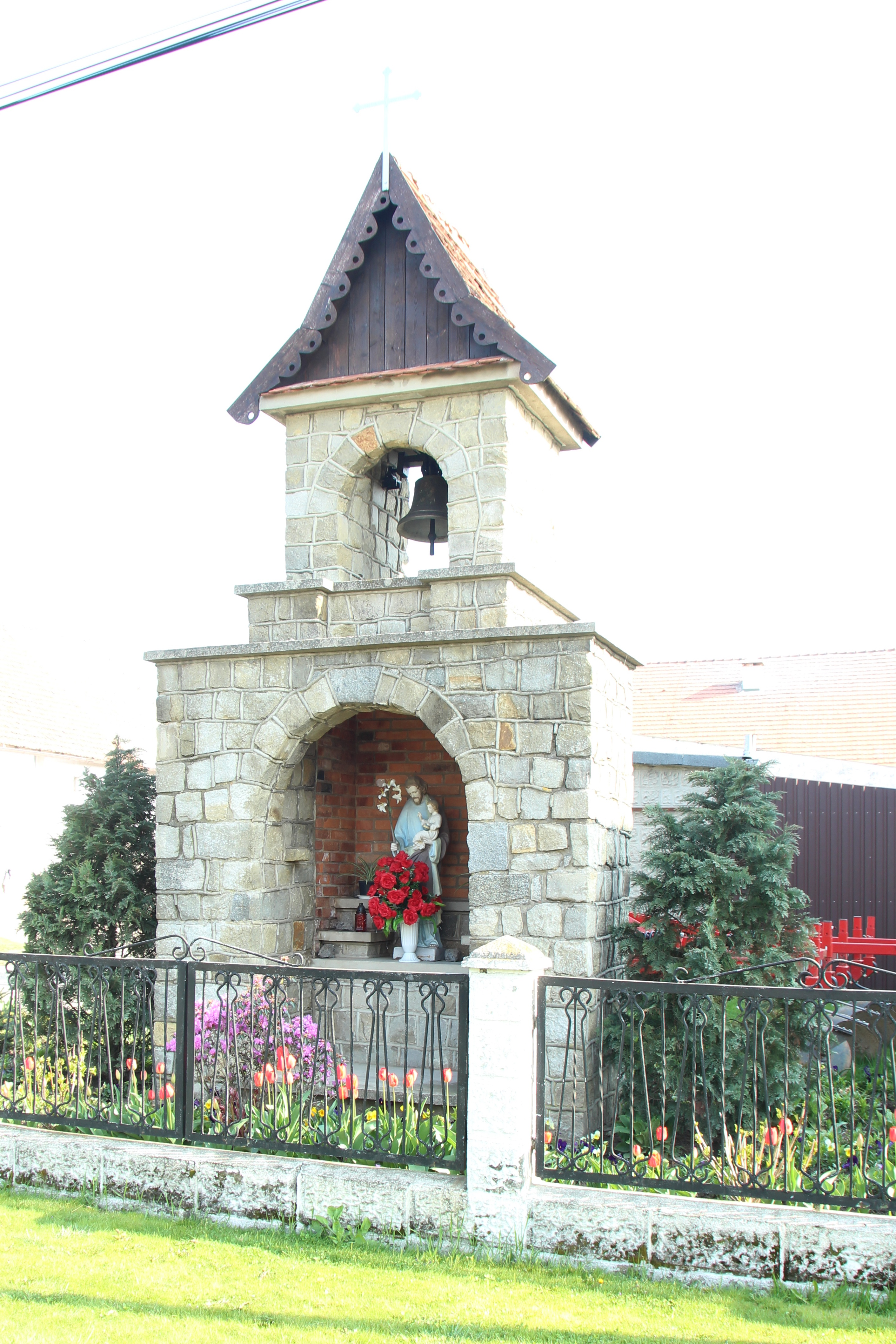
Wegekapelle in Wojstraż

Das Dorf wurde im Jahr 1425 erstmals als Vlost erwähnt.
Nach dem Ersten Schlesischen Krieg 1742 fiel Floste mit dem größten Teil Schlesiens an Preußen. Zwischen 1743 und 1818 gehörte das Dorf zum Landkreis Oppeln.
Nach der Neuorganisation der Provinz Schlesien gehörte die Landgemeinde Floste ab 1818 zum Landkreis Falkenberg O.S. im Regierungsbezirk Oppeln. 1819 wird im Ort eine Schule eingerichtet. 1845 bestanden im Dorf eine katholische Schule und 42 Häuser. Im gleichen Jahr lebten in Floste 384 Menschen, davon asieben evangelisch. 1865 zählte das Dorf 10 Bauern, 16 Gärtner, und 10 Häusler. Die einklassige katholische Schule wurde im gleichen Jahr von 105 Schülern besucht. 1874 wurde der Amtsbezirk Schloß Friedland gegründet, welcher aus den Landgemeinden Ellguth-Friedland, Floste, Hammer, Hillersdorf, Julienthal, Nüßdorf, Ranisch und Woistrasch und die Gutsbezirke Ellguth-Friedland, Floste, Friedland, Schloß und Nüßdorf bestand. Erster Amtsvorsteher war der Gutsbesitzer Krautwald. 1885 zählte Floste 417 Einwohner.
Zum 31. Oktober 1928 wurden die beiden Dörfer Floste und Woistrach zur Landgemeinde Floste-Woistrach zusammengelegt. 1933 hatte die Gemeinde Floste-Woistrach 709 Einwohner. Am 28. Juli 1936 wurde der Name der Landgemeinde in Floste geändert. 1939 zählte Floste 680 Einwohner. Bis 1945 befand sich der Ort im Landkreis Falkenberg O.S.
Als Folge des Zweiten Weltkriegs fiel Floste 1945 wie der größte Teil Schlesiens unter polnische Verwaltung. Nachfolgend wurde der Ort in Włostowa umbenannt und der Woiwodschaft Schlesien angeschlossen. 1946 wurde die deutsche Bevölkerung vertrieben. 1950 wurde es der Woiwodschaft Oppeln eingegliedert. 1999 kam der Ort zum neu gegründeten Powiat Nyski (Kreis Neisse). 2005 lebten in Włostowa 450 Menschen.

## Sehenswürdigkeiten
- Steinerne Wegekapelle mit Josefsstatue und Glocke in Wojstraż
- Wegekreuz in Włostowa